# Hydrachna magniscutata
Hydrachna magniscutata är en kvalsterart som beskrevs av Marshall 1927. Hydrachna magniscutata ingår i släktet Hydrachna och familjen Hydrachnidae. Inga underarter finns listade i Catalogue of Life.